# الوگلا (استان مرکزی)
الوگلا (به لاتین: Alugolla) یک منطقهٔ مسکونی در سری‌لانکا است که در ناحیه کندی واقع شده‌است.